# سیارک ۱۳۴۴
سیارک ۱۳۴۴ (به انگلیسی: 1344 Caubeta، نامگذاری:1935GA) هزار و سیصد و چهل و چهارمین سیارک کشف شده‌است که در ۱ آوریل ۱۹۳۵ و در الجزیره کشف شد.
قدر مطلق سیارک برابر ۱۲٫۸۰ است.